# Амфотерные гидроксиды
Амфоте́рные гидрокси́ды (др.-греч. ἀμφότερος, amphoteros - тот и другой) — неорганические соединения, гидроксиды амфотерных элементов, в зависимости от условий проявляющие свойства кислотных или осно́вных гидроксидов (могут реагировать как с кислотами, так и с щелочами).

## Общие свойства
Все амфотерные гидроксиды являются твёрдыми веществами. Нерастворимы в воде, в основном являются слабыми электролитами.

## Химические свойства
При нагревании разлагаются с образованием соответствующего амфотерного оксида, например:
{\displaystyle {\mathsf {2Fe(OH)_{3}\ \xrightarrow {150-200\ ^{\circ }C} \ Fe_{2}O_{3}\ +\ 3H_{2}O}}}
В ряде случаев промежуточным продуктом при разложении является метагидроксид, например:
{\displaystyle {\mathsf {Al(OH)_{3}\ {\xrightarrow {200\ ^{\circ }C}}\ AlO(OH)\ +\ H_{2}O}}}
{\displaystyle {\mathsf {2AlO(OH)\ {\xrightarrow {>575\ ^{\circ }C}}\ Al_{2}O_{3}\ +\ H_{2}O}}}
При взаимодействии с кислотами образуют соли с амфотерным элементом в катионе, например:
{\displaystyle {\mathsf {Zn(OH)_{2}\ +\ 2HCl\ \longrightarrow \ ZnCl_{2}\ +\ 2H_{2}O}}}
При взаимодействии со щёлочью образуют соли с амфотерным элементом в анионе, например:
{\displaystyle {\mathsf {Zn(OH)_{2}\ +\ 2NaOH\ \rightleftarrows \ Na_{2}[Zn(OH)_{4}]}}} (в водном растворе)
{\displaystyle {\ce {Al(OH)3 + NaOH -> NaAlO2 + 2H2O}}} (в расплаве)

## Получение
Общим способом получения амфотерных гидроксидов является осаждение разбавленной щёлочью из растворов солей соответствующего амфотерного элемента, например:
{\displaystyle {\mathsf {ZnSO_{4}\ +\ 2NaOH\ \longrightarrow \ Zn(OH)_{2}\downarrow \ +\ Na_{2}SO_{4}}}}
В избытке щёлочи начнётся растворение осадка гидроксида:
{\displaystyle {\mathsf {Zn(OH)_{2}+2NaOH\rightarrow Na_{2}[Zn(OH)_{4}]}}}
В ряде случаев при осаждении образуется не гидроксид, а гидрат оксида соответствующего элемента (например, гидраты оксидов железа(III), хрома(III), олова(II) и др.). Химические свойства таких гидратов по большей части аналогичны свойствам соответствующих гидроксидов.

## Примеры амфотерных гидроксидов
К амфотерным относятся следующие гидроксиды:
- большинство гидроксидов d-элементов:

гидроксид хрома(III){\displaystyle {\mathsf {Cr(OH)_{3}}}},

полигидрат оксида железа (III)
{\displaystyle {\mathsf {Fe(OH)_{3}}}},

гидроксид цинка
{\displaystyle {\mathsf {Zn(OH)_{2}}}},

гидроксид кадмия
{\displaystyle {\mathsf {Cd(OH)_{2}}}},

и др.;
- ряд гидроксидов p-элементов:

гидроксид алюминия,
{\displaystyle {\mathsf {Al(OH)_{3}}}},

гидроксид галлия,
{\displaystyle {\mathsf {Ga(OH)_{3}}}},

гидрат оксида олова(II),
{\displaystyle {\mathsf {Sn(OH)_{2}}}},

гидроксид свинца(II)
{\displaystyle {\mathsf {Pb(OH)_{2}}}},

 
и др.;
- из гидроксидов s-элементов:

гидроксид бериллия
{\displaystyle {\mathsf {Be(OH)_{2}}}};

- формально к амфотерным гидроксидам может быть отнесена вода.